# Geneva Carr
Geneva Carr (* 6. Mai 1971 in Jackson, Mississippi) ist eine US-amerikanische Film- und Theaterschauspielerin.

## Leben
Carr wurde in Jackson, Mississippi als Tochter von George und Phyllis Carr geboren. Sie hat zwei Brüder, George Carr II und Joseph Carr. Carr studierte Französisch am Mount Holyoke College und begann eine unternehmerische Karriere, bevor sie sich dazu entschied, Schauspielerin zu werden. Sie studierte Französisch in Paris und machte ihren Master of Business Administration an der ESCP Europe in Paris. Außerdem studierte sie Schauspiel am Actors Studio.
Carr wurde 2015 für den Tony Award in der Kategorie Beste Hauptdarstellerin für Hand to God nominiert.
Von 2016 bis 2022 spielte Carr in der Fernsehserie Bull die Rolle der Marissa Morgan, einer Psychologin, Expertin für Neurolinguistik und lizenzierten Sexualtherapeutin.

## Filmografie

### Filme
- 1998: Restaurant
- 2001: The 3 Little Wolfs
- 2002: Fish in the Sea Is Not Thirsty (Kurzfilm)
- 2004: Neurotica
- 2005: Charlie’s Party
- 2005: Das Traum-Date (One Last Thing…)
- 2007: Then She Found Me
- 2007: Two Families (Fernsehfilm)
- 2008: College Road Trip
- 2009: Rosencrantz and Guildenstern Are Undead
- 2009: Company Retreat
- 2009: Wenn Liebe so einfach wäre (It’s Complicated)
- 2010: Love and other Drugs – Nebenwirkung inklusive (Love and Other Drugs)
- 2010: Case Closed (Kurzfilm)
- 2011: High Maintenance (Kurzfilm)
- 2011: The Melancholy Fantastic
- 2011: Smile (Kurzfilm)
- 2012: Alter Ego – Große Helden, noch größere Probleme (Alter Egos)
- 2012: Visions of Joanna (Kurzfilm)
- 2013: Darkroom – Das Folterzimmer! (Darkroom)
- 2013: Yoga Partners (Kurzfilm)
- 2015: Creative Control
- 2015: Ava’s Possessions
- 2015: Completely Normal
- 2016: The Harrow
- 2016: Doll in the Dark
- 2016: I Shudder (Fernsehfilm)
- 2017: Blame – Verbotenes Verlangen (Blame)
- 2017: Wonder Wheel

### Fernsehserien
- 1997: Chaos City (eine Folge)
- 2002: Sex and the City (eine Folge)
- 2003–2009: Criminal Intent – Verbrechen im Visier (Law & Order: Criminal Intent, 7 Folgen)
- 2004: Chappelle’s Show (eine Folge)
- 2004: Third Watch – Einsatz am Limit (Third Watch, 2 Folgen)
- 2004, 2009, 2015: Law & Order: Special Victims Unit (3 Folgen)
- 2005: Jonny Zero (eine Folge)
- 2005: Hope and Faith (Hope & Faith, 2 Folgen)
- 2005: Law & Order: Trial by Jury (eine Folge)
- 2007: What Goes On
- 2009: The Unusuals (eine Folge)
- 2009: Law & Order (eine Folge)
- 2010: How to Make It in America (eine Folge)
- 2010: Team Umizoomi (eine Folge)
- 2010: Good Wife (The Good Wife, eine Folge)
- 2011: The Onion News Network (6 Folgen)
- 2011: Rescue Me (4 Folgen)
- 2012: Person of Interest (eine Folge)
- 2012: Blue Bloods – Crime Scene New York (Blue Bloods, eine Folge)
- 2013: Elementary (eine Folge)
- 2013: Your Pretty Face Is Going to Hell (eine Folge)
- 2013: Yoga Partners
- 2013: Royal Pains (eine Folge)
- 2013: Me + U (eine Folge)
- 2014: Detective Laura Diamond (The Mysteries of Laura, eine Folge)
- 2015: Younger (eine Folge)
- 2015: Deadbeat (eine Folge)
- 2016–2022: Bull
- 2024: Elsbeth (eine Folge)

### Videospiele
- 2006: Bully …Stimme als Mom
- 2011: Saints Row: The Third …Radiostimmen